# Зорій Михайло Йосипович
Зорій Михайло Йосипович (14 серпня 1908, м. Кнігинин (нині м. Івано-Франківськ) — 14 липня 1995, м. Івано-Франківськ) — український художник, педагог.

## Життєпис
Народився в сім'ї робітника у м. Кнігинин (нині м. Івано-Франківськ). Проживав на вул. Ясінського (нині — Бориславська). Середню освіту отримав у 1920—1928 роках у Станіславській класичній гімназії. У 1930—1935 рр. навчався на малярському факультеті Краківської академії мистецтв. У 1935 р. повернувся до Станіслава, де кілька років працював художником-декоратором студентського драматичного товариства «Сфінкс». З 1939 р. викладав малювання та креслення в середніх школах м. Станіславова.
У 1944 р. був заарештований радянською владою за підозрою в співробітництві з ОУН) і засуджений до десяти років позбавлення волі за «антирадянську діяльність». Ув'язнення відбував у Нижньодніпровській в'язниці (м. Дніпропетровськ), з 1948 р. — у Лук'янівській в'язниці (м. Київ), пізніше — в м. Комсомольську-на-Амурі (Російська Федерація).
У 1952 р. повернувся до м. Станіслава. З 1954 р. жив у м. Снятині Станіславської (тепер — Івано-Франківської) області, де працював художником-декоратором міського драматичного театру, художником-оформлювачем районного будинку культури, викладачем Снятинського художнього училища.
Наприкінці 1980-х рр. повернувся до рідного міста, був членом ради Івано-Франківської обласної організації Товариства української мови ім. Т. Шевченка «Просвіта», науково-просвітницького товариства «Меморіал».
Активно працював у жанрі портрета. Твори: «Автопортрет» (1929), «Портрет композитора Р. Савицького» (1942), «Портрет професора географії М. Говдяка» (1942), «Портрет того, хто йде на свободу» (1949), «Портрет доньки Софії» (1952), «Портрет доньки Уляни» (1955), «Портрет внучки Ірини» (1972), «Портрет окуліста доктора Грушкевича» (1978), «Сатиричний автопортрет» (1978) та ін.
В історію міста увійшов, перш за все, як автор пам'ятника композитору Денису Січинському (1933), який понині стоїть у Меморіальному сквері. Ще одна відома монументальна робота М.Зорія — меморіальний комплекс пам'яті загиблих у Дем'яновому Лазі («Розстріляне серце України», 1989).
1992 року консультативна рада Міжнародного біографічного центру у Кембриджі висунула Михайла Зорія кандидатом на здобуття премії «Людина року».
Помер від серцевого нападу, похований на Чукалівському кладовищі в Івано-Франківську.
Перша і єдина за життя майстра експозиція відбулась у 1995 році в Івано-франківському художньому музеї. За кілька днів художника не стало. У 2013 р. з нагоди 105-ї річниці з дня народження митця в цьому ж музеї відбулась друга виставка митця.